# Biota (taksonomi)
 For alternative betydninger, se Biota. (Se også artikler, som begynder med Biota)
Biota, også kaldet Vitae eller Eobionti, er i nogle taksonomiske systemer en betegnelse for alt liv inklusive virus, selvom virus af de fleste ikke anses for at være liv. Det kaldes undertiden for et overdomæne.

## Inddeling
En inddeling i fire grupper:
- Aphanobionta, Ikke-cellet liv, fx vira og prioner
- Domæne Bacteria, Bakterier
- Domæne Archaea, Arkæer
- Domæne Eukaryota, Eukaryoter, organismer med celler, der indeholder en cellekerne